# Ситенко, Юрий Алексеевич
Юрий Алексеевич Ситенко (2 мая 1951 — 5 октября 2023) — советский и украинский физик-теоретик, доктор физико-математических наук (1993), профессор, член-корреспондент НАНУ (2018).

## Биография
Родился в Харькове, сын академика Алексея Григорьевича Ситенко.
В 1973 году окончил Киевский государственный университет им. Т. Г. Шевченко и с этого времени работал в Институте теоретической физики им. М. М. Боголюбова НАН Украины, с 2001 года зав. отделом теории ядра и квантовой теории поля.
В 1978 году защитил кандидатскую диссертацию «Некоторые вопросы динамического нарушения симметрии и проблема инфракрасных сингулярностей в теории калибровочных полей». С 1993 года доктор физико-математических наук, тема диссертации «Динамика фермионов во внешних полях с нетривиальной топологией и особенности взаимодействия фермионов в инфракрасной области».
По совместительству — профессор кафедры теоретической физики Киевского национального университета.
Автор работ в области квантовой теории поля, физики элементарных частиц, гравитации, астрофизики и физики конденсированного состояния вещества.
Строго доказал исполнение принципа Адлера для изотропных магнетиков, уточнил некоторые причины возникновения силы Казимира, исследовал свойства анионов в присутствии магнитных вихрей, установил особенности движения заряженных частиц в пространствах пониженной размерности.
Член-корреспондент НАНУ (2018).

## Награды
Лауреат премии НАНУ имени К. Д. Синельникова 2001 года за цикл работ «МГД-явления и транспорт ионов высоких энергий в термоядерной плазме».
Лауреат Государственной премии Украины 2006 года за цикл работ «Эффекты спонтанного нарушения симметрии и фазовые переходы в физике элементарных частиц и физике конденсированного состояния».

## Публикации
- Sitenko, Yu. A.; Vlasii, N. D. (2007). Electronic properties of graphene with a topological defect. Nuclear Physics B (англ.). 787: 241–259. doi:10.1016/j.nuclphysb.2007.06.001.{{cite journal}}:  Википедия:Обслуживание CS1 (множественные имена: authors list) (ссылка)
- Fomin, P. I.; Gusynin, V. P.; Miransky, V. A.; Sitenko, Yu. A. (1983). Dynamical symmetry breaking and particle mass generation in gauge field theories. La Rivista Del Nuovo Cimento Series 3 (англ.). 6: 1–90. doi:10.1007/BF02740014.{{cite journal}}:  Википедия:Обслуживание CS1 (множественные имена: authors list) (ссылка)

- А. Ю. Бабанский, Ю. А. Ситенко, «Об индуцировании вакуумной энергии сингулярным магнитным вихрем», ТМФ, 120:1 (1999), 72-81
- Ю. А. Ситенко, «U(1)-аномалия и нулевые моды в двумерной евклидовой квантовой электродинамике», ТМФ, 81:3 (1989), 369—384
- В. Г. Барьяхтар, Ю. А. Ситенко, «Динамическое и кинематическое взаимодействие магнонов в антиферромагнетике», ТМФ, 67:3 (1986), 426—439
- Инфракрасные асимптотики кварковых формфакторов в квантовой хромодинамике [Текст]. — Киев : [б. и.], 1977. — 18 с. : ил.; 21 см. — (АН УССР. Институт теоретической физики. Препринт; ИТФ-77-78Р).
- О сокращении инфракрасных сингулярностей в безмассовой абелевой калибровочной теории [Текст]. — Киев : [б. и.], 1978. — 28 с. : ил.; 21 см. — (АН УССР. Институт теоретической физики. Препринт; ИТФ-78-29Р).
- Излучение жестких параллельных частиц и рождение струй в квантовой хромодинамике / Ю. А. Ситенко. — Киев : ИТФ, 1983. — 28 с.; 20 см.
- О возможности ненаблюдаемости фазового фактора Ву-Янга в искривленном пространстве / Ю. А. Ситенко. — Киев : ИТФ, 1992. — 20 с.; 20 см.
- Спектральные граничные условия и теорема об индексе для двумерного компактного многообразия с границей / А. В. Мищенко, Ю. А. Ситенко. — Киев : ИТФ, 1991. — 40 с.; 20 см.
- Суперсимметрия в задаче о движении электрона на поверхности, ортогональной силовым линиям внешнего магнитного поля / Ю. А. Ситенко. — Киев : ИТФ, 1989. — 24 с.; 20 см. — (Препр. АН УССР, Ин-т теорет. физики; ИТФ-89-43Р).